# Raymond Ndong Sima
Raymond Ndong Sima (Oyem, 23 gennaio 1955) è un politico gabonese.
È stato Primo ministro del Gabon dal febbraio 2012 al gennaio 2014.
Dalla giunta militare gabonese viene nominato primo ministro dall'8 settembre 2023.
Ha servito fino al 28 aprile 2025, quando è terminato il periodo di transizione.